# Hôpital du Samaritain
L’hôpital du Samaritain est un établissement hospitalier situé à Vevey dans le canton de Vaud en Suisse. Depuis 2014, il est intégré à l'Hôpital Riviera-Chablais et dessert la Riviera vaudoise.

## Situation
Depuis la gare de Vevey l'hôpital est accessible en transport public par la ligne 202 des VMCV. Il y a un bus toutes les 15 minutes et le trajet dure 7 minutes.

## Histoire
L'hôpital du Samaritain à Vevey est fondé en 1858 grâce à des dons et offre les services d'une permanence de proximité (infirmerie). Le bâtiment est reconstruit en 1935, agrandi en 1967, puis encore en 1982 - 1986.
En 1995, une étude mandatée par le Service de la santé publique du Canton de Vaud recommande que les hôpitaux de la Riviera, comprenant les sites du Samaritain, de Montreux et de Mottex, fusionnent pour créer une seule entité multisite, avant d’envisager un regroupement sur un seul emplacement.
Par conséquent, le 1er janvier 1998, les hôpitaux du Samaritain à Vevey, de Montreux et de Mottex fusionnent pour constituer un hôpital multisite. En janvier 2004, l’Hôpital de la Providence à Vevey s’associe à ce mouvement pour créer la « Fondation des Hôpitaux de la Riviera ».
Le 1er janvier 2014 naît le nouvel ensemble hospitalier « Hôpital Riviera-Chablais » qui remplace deux hôpitaux (l'Hôpital Riviera et l'Hôpital du Chablais), et réunit cinq sites de soins aigus.
Enfin, en 2016, le site de Vevey Samaritain se dote d'un hôpital de jour dans une nouvelle annexe.

## Activités
Le site de Vevey Samaritain de l'Hôptital Riviera comprend les services et spécialités suivants : 
- Urgences internes
- Urgences gynécologiques et obstétricales
- Urgences médico-chirurgicales de pédiatrie
- Médecine et spécialités : Cardiologie, Diabétologie, Gastroentérologie, Neurologie et Pneumologie
- Soins intensifs de médecine
- Pédiatrie (jusqu'à 16 ans)
- Gynécologie/obstétrique
- ORL
- Diététique
- Physiothérapie/Ergothérapie
- Consultations ambulatoires et hôpital de jour
- Pharmacie hospitalière : Pharmacie des hôpitaux de l'Est lémanique
- Ambulances : Centre de secours et d’urgence CSU-Riviera (principalement)
- Place d’atterrissage  (principalement pour la REGA)

## Avenir de l'hôpital
Après de la mise en service de l'Hôpital Riviera-Chablais à Rennaz, l'hôpital du Samaritain deviendra un établissement de proximité et comprendra un centre de traitement et de réadaptation (CTR), une antenne médico-chirurgicale pour le traitement des petites urgences et un centre de dialyse.